# John Samuel Shenker
John Samuel Shenker (Albany, 2 settembre 1998) è un giocatore di football americano statunitense che milita nel ruolo di tight end per i Las Vegas Raiders della National Football League (NFL). Al college ha giocato per l'Università di Auburn.

## Carriera universitaria
Shenker, originario di Albany in Georgia, cominciò a giocare a football prima alla Deerfield-Windsor High School per poi passare alla Colquitt County High School. In questi anni si mise in evidenza anche come giocatore di baseball, tanto da venir inserito nel programma di formazione della Under-17 nazionale. Valutato come un prospetto medio-basso (due stelle su cinque) per il college football, Shenker andò a giocare nel 2017 per l'Università di Auburn con i Tigers che militano nella Southeastern Conference (SEC) della Divisione I della Football Bowl Subdivision (FBS) della NCAA.
Nel suo primo anno ad Auburn fu redshirt, poteva quindi allenarsi con la squadra ma non disputare partite ufficiali. La stagione successiva entrò in squadra giocando tutte le gare stagionali da subentrante, ripendosi poi nel 2019 dove collezionò anche 5 gare da titolare ed infine nel 2020 divenne il tight end titolare della squadra. Shenker si mise particolarmente in evidenza nella stagione 2021 in cui fissò i record per un tight end di Auburn per maggior numero di ricezioni (33) e di yard ricevute (413) in una stagione, nonché diventando il primo tight end nella storia del college con almeno 30 ricezioni e 400 yard ricevute in una singola stagione. Nelle stagioni 2020 e 2021 fece parte anche della squadra di baseball di Auburn.
Il 1º gennaio 2022 Shenker annunciò che avrebbe sfruttato l'ulteriore anno di eleggibilità concesso dalla NCAA ai giocatori limitati dalla pandemia di COVID-19 per giocare un'ulteriore stagione con i Tigers. Fu eletto capitano della squadra e al termine della stagione fissò i record per numero di ricezioni in carriera per un tight end di Auburn (68) e per partite totali giocate con la squadra (62). 
Terminata la carriera al college e pronto a passare tra i professionisti, Shenker partecipò al Tropical Bowl, partita all-star del college football che permette ai migliori prospetti di mostrare le proprie qualità agli osservatori della NFL. Non prese parte invece alla NFL Combine ma ai Pro-Day organizzati dalla Auburn dove si mise in evidenza in particolare nel bench press, con 27 ripetute, e nella 40-yard dash fatta in 4,53 secondi.
Statistiche al college
| Stagione | Stagione | Stagione   | Stagione   | Stagione | Stagione | Ricezioni | Ricezioni | Ricezioni | Ricezioni | Ricezioni |
| Anno     | Squadra  | Campionato | Conference | P        | PT       | Ric       | Yard      | Media     | Lung      | TD        |
| -------- | -------- | ---------- | ---------- | -------- | -------- | --------- | --------- | --------- | --------- | --------- |
| 2017     | Auburn   | FBS Div. I | SEC        | 0        | 0        | redshirt  | redshirt  | redshirt  | redshirt  | redshirt  |
| 2018     | Auburn   | FBS Div. I | SEC        | 12       | 0        | 3         | 40        | 13,3      | 26        | 1         |
| 2019     | Auburn   | FBS Div. I | SEC        | 13       | 5        | 3         | 21        | 7,0       | 9         | 1         |
| 2020     | Auburn   | FBS Div. I | SEC        | 11       | 9        | 9         | 97        | 10,8      | 26        | 0         |
| 2021     | Auburn   | FBS Div. I | SEC        | 13       | 12       | 33        | 413       | 12,5      | 41        | 0         |
| 2022     | Auburn   | FBS Div. I | SEC        | 12       | 12       | 20        | 208       | 10,4      | 27        | 1         |
| Totale   | Totale   | Totale     | Totale     | 61       | 38       | 68        | 779       | 11,5      | 41        | 3         |

Fonte: Football Database
In grassetto i record personali in carriera

## Carriera professionistica

### Las Vegas Raiders
Shenker non fu scelto nel corso del Draft NFL 2023 e il 12 maggio 2023 firmò da undrafted free agent con i Las Vegas Raiders. Al termine della fase di preparazione alla nuova stagione, Shenker non rientrò nel roster attivo dei Raiders e il 29 agosto 2023 fu svincolato per poi essere aggiunto alla squadra di allenamento il giorno successivo. Fu svincolato il 5 ottobre 2023, per poi essere nuovamente inserito in squadra di allenamento il 18 ottobre 2023 e quindi svincolato di nuovo una settimana dopo.

### Arizona Cardinals
Il 20 dicembre 2023 Shenker firmò per la squadra di allenamento degli Arizona Cardinals, venendo però svincolato sei giorni dopo.

### Ritorno con i Raiders
Il 29 dicembre 2023 Shenker firmò per la quarta volta in stagione con la squadra di allenamento dei Raiders.
L'8 gennaio 2024 firmò da riserva/contratto futuro. Prima dell'avvio della stagione 2024 non rientrò nel roster attivo iniziale dei Raiders e il 27 agosto 2024 fu svincolato, per poi essere aggregato alla squadra di allenamento il giorno successivo. Il 28 settembre 2024 fu promosso nel roster attivo.
Il 1º novembre fu svincolato, per poi essere riaggiunto alla squadra di allenamento tre giorni dopo.